# Pro/ENGINEER
Pro/ENGINEER (pogosto Pro/E ali Pro) je parametrični modelirnik podjetja Parametric Technology Corporation (PTC). Na voljo je v okoljih Windows in Unix (omejena podpora).
Družina Pro/ENGINEER vsebuje poleg CAD modula tudi ostale module za razvoj izdelkov (CAM, CAE). Podatke o izdelku se lahko spremlja preko celotnega razvojnega cikla. Programski paket je bil prvi, ki je pričel z uporabo parametričnega modeliranja. Pri parametričnem modeliranju je vsak gradnik opisan z naborom parametrov, ki določajo dimenzije, lastnosti in medsebojno povezavo gradnikov, ob upoštevanju vnaprej določenih konstrukcijskih omejitev. Spremeba vsakega gradnika se zato pozna na celotnem modelu, zato je proces načrtovanja olajšan.
Leta 2002 je izšla nova verzija programa, ki je imela zelo spremenjen uporabniški vmesnik. Spremenilo se je tudi označevanje verzij, namesto letnice izdaje programa se je začelo uporabljati kodno ime »Wildfire«. Zadnja verzija programa se imenuje Pro/ENGINEER Wildfire 5.0.
V letu 2011 je Pro/ENGINEER zamenjala programska oprema Creo, ki prinaša izboljšave in nekatera nova orodja.